# Josep Cots Costa
Josep Cots Costa   (Manresa, 1942) és un editor català. Fundador d'Edicions de 1984, que creà en homenatge a George Orwell, s'ha especialitzat en la descoberta de nous narradors catalans i en recuperar i dignificar autors catalans contemporanis, tot posant a l'abast dels joves una nova col·lecció de literatura. El 2017 fou guardonat amb el Premi Nacional de Cultura.